# Piri Reìs
Ḥājji Muhyieddin Piri Ibn Ḥājjī Meḥmed, noto come Piri Reìs (Pīrī Reʾīs) (Gallipoli, tra il 1465 e il 1470 – Il Cairo, 1553-54), nipote del noto ammiraglio turco Kemāl Reʾīs, fu capitano navale ottomano e in seguito ammiraglio (Reʾīs significa "comandante"), ma è più noto per essere stato l'autore di un Kitāb-i bahriyyè ("Libro del mare"), un portolano del Mediterraneo, e soprattutto di una "mappa del mondo", oggi conservata nel museo del Topkapi, che riporta con notevole precisione le coste dell'Africa e abbastanza bene quelle del nuovo mondo, disegnata partendo da materiali spagnoli e portoghesi e datata 1513.

## Biografia

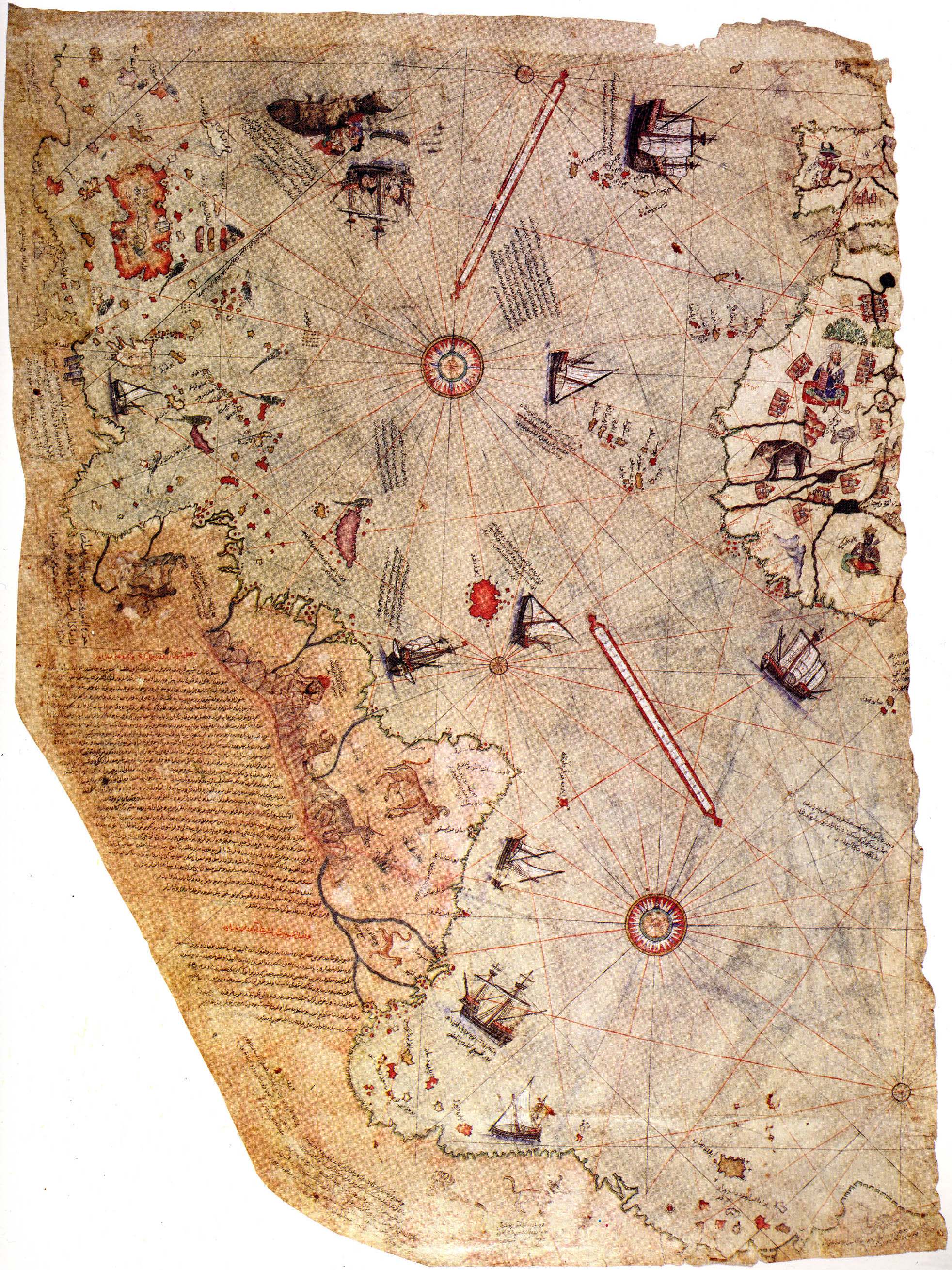
Frammento sopravvissuto della "mappa del mondo" di Piri Reìs.

Nato tra il 1465 e il 1470 a Gallipoli, città della costa egea della Turchia, entrò nella marina ottomana nel 1481, seguendo suo zio Kemal Re'is (un corsaro citato come Camali nelle cronache occidentali), uomo di mare molto noto all'epoca.
Partecipò a diverse battaglie contro le flotte spagnola, genovese e veneta, tra cui la prima battaglia di Lepanto del 1499 e la seconda battaglia di Lepanto del 1500.
Con la morte dello zio, nel 1511, Piri ritornò alla sua città natale, cominciando nel 1513 la stesura di un portolano assai dettagliato del mar Mediterraneo e del mar Nero, il Kitab-ı Bahriye (Il libro del mare), che completò nel 1521. Nella primavera del 1513 disegnò la sua famosa "mappa del mondo": un'aggiornatissima carta dell'Oceano Atlantico e delle coste prospicienti.
Nel 1516 riprese il mare come capitano, combattendo contro l'Egitto mamelucco nel 1516-17. Nel 1522 partecipò all'assedio di Rodi contro i Cavalieri Ospitalieri, concluso con la resa dell'isola il 25 dicembre 1522. L'anno successivo divenne capitano della nave che portò il Gran Visir Pargalı İbrahim Paşa in Egitto: su consiglio del Visir, pubblicò il Kitab-ı Bahriye, mostrandolo in seguito al sultano Solimano I nel 1525. Tre anni dopo presentò al sultano la sua seconda mappa del mondo.
Nel 1547, Piri arrivò al rango di Re'is (ammiraglio) e prese il controllo di tutta la flotta ottomana nell'Oceano Indiano e della flotta d'Egitto acquartierata a Suez.
Il 26 febbraio 1548 riprese Aden ai Portoghesi, e nel 1552 catturò Mascate, città occupata dal Portogallo sin dal 1507. Nello stesso anno conquistò l'Isola di Kish.
Proseguendo a est, riprese l'isola di Hormuz nell'omonimo stretto all'ingresso del golfo Persico. Quando i Portoghesi cominciarono le operazioni nel Golfo Persico, Piri Reìs occupò il Qatar e l'isola di Bahrain per impedire ai Lusitani di avere basi sulla costa araba.

### Assedio di Ormuz, saccheggio di Qeshm e ritirata su Bassora
La flotta ottomana giunse al largo dell'isola di Hormuz il 19 settembre 1552, cinque mesi dopo la sua partenza. I 700 Portoghesi, che tenevano il forte, erano preparati all'arrivo dei legni ottomani. Le loro truppe imbarcate conquistarono rapidamente la città di Ormuz e cominciarono un bombardamento della posizione nemica. La situazione era difficile per entrambi i belligeranti: i Portoghesi conoscevano una penuria di viveri e gli Ottomani, fiaccati dal loro lungo viaggio, difettavano di polvere da sparo per i loro cannoni imbarcati. Inoltre essi temevano l'arrivo di rinforzi portoghesi dall'India portoghese. Dopo venti giorni di combattimenti, Piri Reìs decise di togliere l'assedio il 9 ottobre. Secondo le fonti lusitane, l'ammiraglio ottomano piombò sull'isola vicina di Qeshm, razziando le proprietà dei ricchi mercanti che vi si erano stabiliti.

### Morte

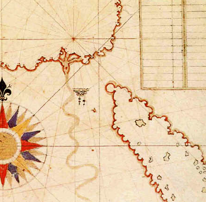
Suez sul mar Rosso come rappresentata nel portolano Kitab-ı Bahriye (1521-1525) di Piri Reìs.

Quando Piri Reìs giunse a Bassora entrò in aspri contrasti con il beylerbey (governatore) della provincia, Kubad Pascià. Piri Reìs decise di recarsi al più presto in Egitto, partendo per Suez soltanto con tre galere veloci, lasciando il grosso della sua flotta a Bassora. L'ammiraglio ottomano, malgrado le sue giustificazioni, fu decapitato al Cairo per ordine del sultano nel 1553 o 1554 a causa dei suoi insuccessi.
Secondo Svat Soucek, il suo imprigionamento e la sua successiva decapitazione si spiegano con l'ostilità sorta tra l'ammiraglio e il governatore a causa delle vivaci rimostranze di Piri Reìs che rimproverava al beylerbey di non aver inviato i rinforzi previsti per la conquista di Hormuz, in particolare la polvere da sparo, e d'aver così una responsabilità precisa dello scacco ottomano. Da tale fatto, per coprire le proprie responsabilità, è stata avanzata l'ipotesi che il rapporto che Kubad Pascià spedì a Istanbul era particolarmente sfavorevole all'ammiraglio. Piri Reìs sarebbe così ripartito precipitosamente alla volta di Suez per fornire la propria versione dei fatti, lasciando il resto del suo naviglio a Bassora, per timore che la flotta portoghese delle Indie, di cui aveva ancora ragioni per temere la presenza nel golfo Persico, intercettasse una formazione troppo importante e impegnasse il combattimento.
Svat Soucek indica anche che due imputazioni gravi furono addossate all'ammiraglio, potenzialmente in grado d'influenzare il verdetto delle autorità sultanali. Era accusato di aver sequestrato e sottoposto a riscatto gli abitanti di Qeshm dopo il suo fallimento a Hormuz: elemento corroborato dalle loro lagnanze alle autorità ottomane, e soprattutto di essersi fatto corrompere dai Portoghesi perché togliesse il suo assedio a Hormuz. La veridicità di queste voci fu vivacemente messa in dubbio dal cronista İbrahim Peçevi (1572–1650) che ricorda l'attaccamento e la lealtà sempre messe in mostra nel corso della sua lunga vita dall'ammiraglio nei confronti della dinastia ottomana e la sua difesa dell'islam. Giancarlo Casale collega, per parte sua, la partenza precipitosa di Piri Reìs alla crisi di fiducia, dovuta alla sua età avanzata (secondo alcune fonti avrebbe avuto 90 anni), la sua scarsa conoscenza dei mari e una grande demoralizzazione dovuta al suo scacco coi Portoghesi.
Il ricordo dell'ammiraglio è comunque rimasto sempre vivo e il nome di Piri Re'is è stato dato a diverse navi e sottomarini della Marina turca.

## Mappa di Piri Reìs
Nel 1929 all'interno del Palazzo di Topkapı di Istanbul fu rinvenuta la cosiddetta mappa di Piri Reìs, un documento cartografico realizzato su pergamena nel 1513, che nel 1517 fu offerto al sultano ottomano Solimano il Magnifico. Piri Reìs la redasse sulla scorta di diverse informazioni ricavate da carte nautiche e da mappamondi precedenti. Quella pervenuta costituisce solo una frazione della mappa originaria, e rappresenta le coste dell'Europa, dell'Africa e del versante orientale dell'America meridionale affacciate sull'Oceano Atlantico.

## Nella cultura di massa
Piri Reìs appare nel videogioco Assassin's Creed: Revelations come membro degli Assassini. Oltre a disegnare mappe geografiche aiuta Ezio Auditore, protagonista del gioco, a costruire bombe e a maneggiarle. Inoltre lo accompagna in Cappadocia per cercare Manuele Paleologo.
Lo scrittore Simone Perotti lo ha reso protagonista di un romanzo, pubblicato nel 2015, dal titolo Rais.